# Wiedner Almbach
Der Wiedner Almbach (auch Wiedner Alpsbach) ist ein linker Nebenbach der Gasteiner Ache in der Marktgemeinde Bad Hofgastein im österreichischen Bundesland Salzburg.

## Geografie
Der Wiedner Almbach entspringt auf einer Höhe von 2058 m ü. A. an den Berghängen des Kramkogels und verläuft von dort grob von Westen nach Osten. Er weist eine Länge von 4,6 km auf. Sein Einzugsgebiet ist 2,5 km² groß. Im Gebirge führt er über die namensgebende Wiedner Alm. Die Fernwanderwege Rupertiweg und Salzburger Almenweg queren seinen oberen Abschnitt. Im Bachgraben wurde in einer Zerrkluft im Prasinit der bislang nördlichste Sphen-Fund ermittelt. Als Begleitmineralien wurden Rutil, Chalkopyrit, Malachit, Azurit, Bergkristall, Sagenit, Ilmenit, Hämatit, Limonit, Chlorit, Calcit und Albit festgestellt.

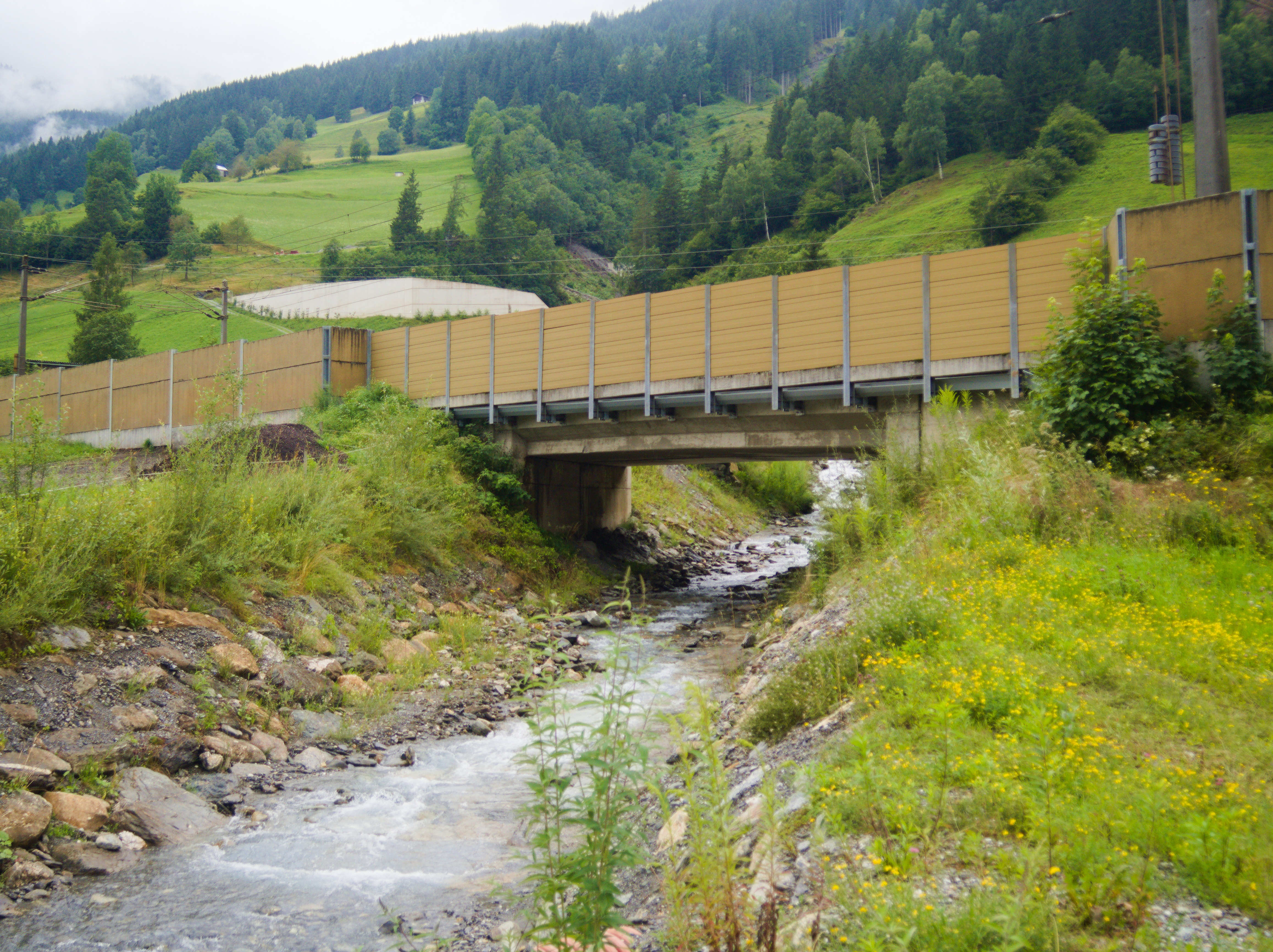
Wiednerbach-Brücke

Im Talboden des Gasteinertals fließt der Wiedner Almbach zwischen den Rotten Stein im Norden und Wieden im Süden. Hier nimmt er linksseitig die Bäche bei Stein-Süd auf. Die Strecke der Tauernbahn kreuzt das Gewässer über die Wiednerbach-Brücke. Der Wiedner Almbach mündet schließlich auf einer Höhe von 833 m ü. A. gegenüber der Rotte Gallwies linksseitig in die Gasteiner Ache.

## Geschichte
Im Zuge der Errichtung der 1905 eröffneten Tauernbahn wurde der Bachverlauf korrigiert. Der Wiedner Almbach vermurte im Sommer 1917 die Tauernbahn über eine Länge von 50 Metern. Zur Freilegung der Strecke rückte das Militär an.
Anfang Juli 2020 kam es erneut zu einem verheerenden Hochwasser- und Murenereignis. Anschließend wurde eine etwa 6,5 Millionen Euro teure Wildbachverbauung beschlossen. Ein großes Wehr wurde 2022 fertiggestellt.

## Umwelt
Der Quellbereich des Wiedner Almbachs liegt in der Gamswild-Ruhezone der Schmaranzalm, die von 1. Dezember bis 31. Mai nicht betreten werden darf.